# Grand Prix Itálie 2019
Grand Prix Itálie 2019 (oficiálně Formula 1 Gran Premio Heineken d'Italia 2019) se jela na okruhu Autodromo Nazionale Monza v Monze v Itálii dne 8. září 2019. Závod byl čtrnáctým v pořadí v sezóně 2019 šampionátu Formule 1.

## Kvalifikace
| Poř.                       | No. | Jezdec             | Konstruktér               | Časy v kvalifikaci | Časy v kvalifikaci | Časy v kvalifikaci | Pořadí na startu |
| Poř.                       | No. | Jezdec             | Konstruktér               | Q1                 | Q2                 | Q3                 | Pořadí na startu |
| -------------------------- | --- | ------------------ | ------------------------- | ------------------ | ------------------ | ------------------ | ---------------- |
| 1                          | 16  | Charles Leclerc    | Ferrari                   | 1:20.126           | 1:19.553           | 1:19.307           | 1                |
| 2                          | 44  | Lewis Hamilton     | Mercedes                  | 1:20.272           | 1:19.464           | 1:19.346           | 2                |
| 3                          | 77  | Valtteri Bottas    | Mercedes                  | 1:20.156           | 1:20.018           | 1:19.354           | 3                |
| 4                          | 5   | Sebastian Vettel   | Ferrari                   | 1:20.378           | 1:19.715           | 1:19.457           | 4                |
| 5                          | 3   | Daniel Ricciardo   | Renault                   | 1:20.374           | 1:19.833           | 1:19.839           | 5                |
| 6                          | 27  | Nico Hülkenberg    | Renault                   | 1:20.155           | 1:20.275           | 1:20.049           | 6                |
| 7                          | 55  | Carlos Sainz Jr.   | McLaren-Renault           | 1:20.413           | 1:20.202           | 1:20.455           | 7                |
| 8                          | 23  | Alexander Albon    | Red Bull Racing-Honda     | 1:20.382           | 1:20.021           | Bez času           | 8                |
| 9                          | 18  | Lance Stroll       | Racing Point-BWT Mercedes | 1:20.643           | 1:20.498           | Bez času           | 9                |
| 10                         | 7   | Kimi Räikkönen     | Alfa Romeo Racing-Ferrari | 1:20.634           | 1:20.515           | Bez času           | BOX              |
| 11                         | 99  | Antonio Giovinazzi | Alfa Romeo Racing-Ferrari | 1:20.657           | 1:20.517           |                    | 10               |
| 12                         | 20  | Kevin Magnussen    | Haas-Ferrari              | 1:20.616           | 1:20.615           |                    | 11               |
| 13                         | 26  | Daniil Kvjat       | Scuderia Toro Rosso-Honda | 1:20.723           | 1:20.630           |                    | 12               |
| 14                         | 4   | Lando Norris       | McLaren-Renault           | 1:20.646           | 1:21.068           |                    | 16               |
| 15                         | 10  | Pierre Gasly       | Scuderia Toro Rosso-Honda | 1:20.508           | 1:21.125           |                    | 17               |
| 16                         | 8   | Romain Grosjean    | Haas-Ferrari              | 1:20.784           |                    |                    | 13               |
| 17                         | 11  | Sergio Pérez       | Racing Point-BWT Mercedes | 1:21.291           |                    |                    | 18               |
| 18                         | 63  | George Russell     | Williams-Mercedes         | 1:21.800           |                    |                    | 14               |
| 19                         | 88  | Robert Kubica      | Williams-Mercedes         | 1:22.356           |                    |                    | 15               |
| 107% času vítěze: 1:25.734 |     |                    |                           |                    |                    |                    |                  |
| DNQ                        | 33  | Max Verstappen     | Red Bull Racing-Honda     | Bez času           |                    |                    | 19               |
| Zdroj:                     |     |                    |                           |                    |                    |                    |                  |

Poznámky
1. ↑  Kimi Räikkönen musel startovat z boxové uličky, protože jeho auto bylo upraveno v podmínkách Parc Fermé. Zároveň obdržel trest posunu o 5 míst vzad za neplánovanou výměnu převodovky.
2. 1 2 3  Lando Norris, Pierre Gasly a Sergio Pérez museli startovat na chvostu startovního roštu, za překročení počtu povolených pohonných jednotek.
3. ↑  Max Verstappen nezaznamenal čas, kterým by se kvalifikoval ve 107 % času vítěze. Start mu byl povolen sportovními komisaři.

## Závod
| Poř.                                                                | No. | Jezdec             | Konstruktér               | Počet kol | Čas/Odstoupení | Pořadí na startu | Body |
| ------------------------------------------------------------------- | --- | ------------------ | ------------------------- | --------- | -------------- | ---------------- | ---- |
| 1                                                                   | 16  | Charles Leclerc    | Ferrari                   | 53        | 1:15:26.665    | 1                | 25   |
| 2                                                                   | 77  | Valtteri Bottas    | Mercedes                  | 53        | +0.835         | 3                | 18   |
| 3                                                                   | 44  | Lewis Hamilton     | Mercedes                  | 53        | +35.199        | 2                | 16   |
| 4                                                                   | 3   | Daniel Ricciardo   | Renault                   | 53        | +45.515        | 5                | 12   |
| 5                                                                   | 27  | Nico Hülkenberg    | Renault                   | 53        | +58.165        | 6                | 10   |
| 6                                                                   | 23  | Alexander Albon    | Red Bull Racing-Honda     | 53        | +59.315        | 17               | 8    |
| 7                                                                   | 11  | Sergio Pérez       | Racing Point-BWT Mercedes | 53        | +1:13.802      | 18               | 6    |
| 8                                                                   | 33  | Max Verstappen     | Red Bull Racing-Honda     | 53        | +1:14.492      | 19               | 4    |
| 9                                                                   | 99  | Antonio Giovinazzi | Alfa Romeo Racing-Ferrari | 52        | +1 kolo        | 10               | 2    |
| 10                                                                  | 4   | Lando Norris       | McLaren-Renault           | 52        | +1 kolo        | 16               | 1    |
| 11                                                                  | 10  | Pierre Gasly       | Scuderia Toro Rosso-Honda | 52        | +1 kolo        | 17               |      |
| 12                                                                  | 18  | Lance Stroll       | Racing Point-BWT Mercedes | 52        | +1 kolo        | 9                |      |
| 13                                                                  | 5   | Sebastian Vettel   | Ferrari                   | 52        | +1 kolo        | 4                |      |
| 14                                                                  | 63  | George Russell     | Williams-Mercedes         | 52        | +1 kolo        | 14               |      |
| 15                                                                  | 7   | Kimi Räikkönen     | Alfa Romeo Racing-Ferrari | 52        | +1 kolo        | BOX              |      |
| 16                                                                  | 8   | Romain Grosjean    | Haas-Ferrari              | 52        | +1 kolo        | 13               |      |
| 17                                                                  | 88  | Robert Kubica      | Williams-Mercedes         | 51        | +2 kola        | 15               |      |
| Ret                                                                 | 20  | Kevin Magnussen    | Haas-Ferrari              | 43        | Hydraulika     | 11               |      |
| Ret                                                                 | 26  | Daniil Kvjat       | Scuderia Toro Rosso-Honda | 29        | Motor          | 12               |      |
| Ret                                                                 | 55  | Carlos Sainz Jr.   | McLaren-Renault           | 27        | Pneumatika     | 7                |      |
| Nejrychlejší kolo: Lewis Hamilton (Mercedes) – 1:21.779 (v kole 51) |     |                    |                           |           |                |                  |      |
| Zdroj:                                                              |     |                    |                           |           |                |                  |      |

Poznámky
1. ↑  Lewis Hamilton získal jeden bod za zajetí nejrychlejšího kola.

## Průběžné pořadí po závodě
Pohár jezdců
|        | Pořadí | Jezdec           | Body |
| ------ | ------ | ---------------- | ---- |
|        | 1      | Lewis Hamilton   | 284  |
|        | 2      | Valtteri Bottas  | 221  |
|        | 3      | Max Verstappen   | 185  |
| 1      | 4      | Charles Leclerc  | 182  |
| 1      | 5      | Sebastian Vettel | 169  |
| Zdroj: |        |                  |      |

Pohár konstruktérů
|        | Pořadí | Konstruktér           | Body |
| ------ | ------ | --------------------- | ---- |
|        | 1      | Mercedes              | 505  |
|        | 2      | Ferrari               | 351  |
|        | 3      | Red Bull Racing-Honda | 266  |
|        | 4      | McLaren-Renault       | 83   |
| 1      | 5      | Renault               | 65   |
| Zdroj: |        |                       |      |